# Finch (film)
Finch je americký postapokalyptický sci-fi film z roku 2021. Scénář k filmu napsal Craig Luck a Ivor Powell a režíroval jej Miguel Sapochnik. V titulní roli se představil Tom Hanks a Caleb Landry Jones.
Film byl poprvé oznámen v říjnu 2017 pod pracovním názvem BIOS. Natáčení probíhalo v Novém Mexiku od února do května 2019. Film měl být uveden do kin v USA společností Universal Pictures 2. října 2020, ale byl několikrát odložen kvůli k pandemii covidu-19. Později, byl film přejmenován na Finch, prodán Applu a byl vydán 5. listopadu 2021.

## Děj
Uplynulo deset let od doby, kdy masivní sluneční erupce zničila ozonovou vrstvu a proměnila planetu Zemi z velké části na neobyvatelnou pustinu zpustošenou extrémními povětrnostními jevy, zatímco ji spálily ultrafialové sluneční paprsky, čímž se běžná teplota zvýšila na 66 °C. Jeden z mála přeživších, inženýr Finch Weinberg, žije sám se svým psem Goodyearem a pomocníkem-robotem Deweym v podzemní laboratoři v St. Louis, kterou  vlastnila společnost, pro kterou kdysi pracoval.
Umírající na neznámou nemoc, Finch pracuje na vytvoření pokročilejšího humanoidního robotického společníka, který se bude starat o jeho psa, jakmile bude pryč. Finch ho zásobuje množstvím encyklopedických znalostí, včetně příručky pro výcvik a péči o psy. Goodyear však zpočátku robotovi nevěří.
Finch zjistí, že se k St. Louis blíží mohutná bouře, která oblast zcela zničí a zabije ho. Finch, Jeff (robot), Dewey a Goodyear se proto vydají v  upraveném obytném automobilu do San Francisca. Kvůli ukvapenému odjezdu si Jeff mohl stáhnout pouze 72 % svých encyklopedických dat a jeho mentální kapacita proto vyžaduje trénink. Navzdory zhoršujícímu se stavu se Finch snaží dát Jeffovi cenné lekce o životě a o tom, jak chránit psa. Jeffovo zvídavé chování Finche baví i frustruje, ale robot pomalu projevuje větší iniciativu.
Než dorazí do Denveru, Finch se uloží na lůžko, protože se mu udělalo zle, a Jeff se rozhodne s Deweym vyrabovat opuštěnou nemocnici. Dewey je ale rozdrcen pastí a Finch získá Jeffa, aby utekl z města, protože si uvědomí, že oblast je past nastražená jinými lidmi. Později večer, jejich obytné auto pronásleduje neznámé, jiné auto. Finch zpanikaří a snaží se schovat jejich vozidlo do podchodu, ale nedaří se mu. Jeff, díky tomu, že je robot, pomůže Finchovi a úspěšně se schovají. Finch se ale začíná vzdávat naděje, že cestu přežije a řekne Jeffovi příběh o tom, jak zachránil Goodyeara.
Když se blíží k cíli, UV záření klesne dostatečně nízko na to, aby mohl Finch vykročit na slunce bez ochranného obleku. Finch proto stráví odpoledne venku s Jeffem a učí ho, jak aportovat s Goodyearem, než zemře. Jeff s Goodyearem se bez Finche vydají do San Francisca, aby pokračovali v jeho cestě. Přestože je město obyvatelné, je ale opuštěné. Najdou však možné důkazy o přeživších lidech na Golden Gate Bridge a vydají se je najít.

## Obsazení
- Tom Hanks jako Finch Weinberg
- Caleb Landry Jones jako Jeff[9]
- Seamus jako pes Goodyear[10]
- Emily Jones jako hlas Finchova varovného systému[11]

Dále Marie Wagenman jako dcera, Lora Cunningham jako matka a Oscar Avila jako řidič ve flashbacku.
Ve filmu se měli objevit i Samira Wiley, Skeet Ulrich, Laura Harrier a Alexis Raben, ale jejich role byly později vystřiženy.